# Drujești
Drujești – wieś w Rumunii, w okręgu Vaslui, w gminie Băcani. W 2011 roku liczyła 439 mieszkańców.